# Jamie Hoyland
Jamie William Hoyland (Sheffield, 23 gennaio 1966) è un ex calciatore inglese, di ruolo centrocampista.

## Biografia
Suo padre Tommy è stato a sua volta un calciatore professionista.

## Carriera
Dopo aver giocato nelle giovanili del Manchester City dal 1983 al 1986 fa parte della rosa della prima squadra dei Citizens, con cui gioca tuttavia solamente 2 partite di campionato, entrambe nella seconda divisione inglese; viene quindi ceduto al Bury, con cui tra il 1986 ed il 1990 è stabilmente titolare nella terza divisione inglese, categoria nella quale mette a segno in totale 35 reti in 172 presenze.
Nel 1990 si trasferisce allo Sheffield Utd, club della sua città natale ed in cui suo padre Tommy aveva trascorso la quasi totalità della sua carriera professionistica, e che era appena stato promosso nella prima divisione inglese: Hoyland all'età di 24 anni fa quindi il suo esordio in questa categoria, in cui gioca in totale 21 partite; viene poi riconfermato in rosa anche per la stagione 1991-1992 (25 presenze e 4 reti), per la stagione 1992-1993 (22 presenze e 2 reti) e per la stagione 1993-1994, nella quale dopo ulteriori 18 presenze viene ceduto in prestito al Bristol City, club di seconda divisione, con il quale conclude l'annata giocando 6 partite in questa categoria.
A fine anno le Blades, a loro volta retrocesse in seconda divisione, lo cedono in questa stessa categoria al Burnley: qui il centrocampista trascorre sia la stagione 1994-1995 (conclusa con una retrocessione in terza divisione) che i successivi due anni e mezzo, tutti giocati invece in terza divisione: dopo complessive 87 presenze e 6 reti in incontri di campionato viene ceduto in prestito al Carlisle Utd, con cui disputa 5 partite in quarta divisione, per poi passare invece a titolo definitivo allo Scarborough, club con il quale segna 3 reti in 44 presenze in questa stessa categoria per poi ritirarsi al termine della stagione 1998-1999, all'età di 33 anni, con un bilancio totale di 405 presenze e 48 reti nei campionati della Football League.